# Sommer-Paralympics 2016/Teilnehmer (Tonga)
| stlisierte Goldmedaille | stlisierte Silbermedaille | stlisierte Bronzemedaille |
| ----------------------- | ------------------------- | ------------------------- |
| —                       | —                         | —                         |

Tonga entsendete zu den Paralympischen Sommerspielen 2016 in Rio de Janeiro zwei Athleten, einen Mann und eine Frau. 

## Leichtathletik

### Männer
| Athleten   | Wettbewerb      | Weite   | Rang |
| ---------- | --------------- | ------- | ---- |
| Sione Manu | Speerwurf (F46) | 35,62 m | 12   |

### Frauen
| Athleten    | Wettbewerb           | Weite  | Rang |
| ----------- | -------------------- | ------ | ---- |
| Ana Talakai | Kugelstoßen (F11/12) | 7,44 m | 12   |